# Język simeulue
Język simeulue (a. simalur, simeuloë, simulul), także: long bano, defayan (a. devayan) – język austronezyjski używany przez grupę ludności na wyspie Simeulue, u zachodniego wybrzeża Sumatry w Indonezji. Według danych szacunkowych (SIL International) posługuje się nim 30 tys. osób.
Jego obszar obejmuje środkowo-wschodnią część wyspy Simeulue (kecamatany Simeulue Tengah, Simeulue Timur i Teupah Selatan).
Według danych Badan Pengembangan dan Pembinaan Bahasa jest zagrożony wymarciem. Stopień użycia tego języka różni się w zależności od grupy wiekowej. Doszło do osłabienia jego pozycji, do czego przyczyniają się coraz to silniejsze wpływy zewnętrzne. Jeszcze w 1981 r. stwierdzono, że pozostaje powszechnym środkiem komunikacji. Odnotowano wręcz jego użycie na początkowym etapie edukacji, zwłaszcza poza miastem Sinabang, w związku z niedostateczną znajomością języka indonezyjskiego wśród dzieci w wieku szkolnym.
Jeden z dwóch lokalnych języków wyspy; drugim z nich jest sikule (sigulai, salang). Simeulue zapożyczył słownictwo z aceh, minangkabau i innych języków Sumatry. W mieście Sinabang częsta jest wielojęzyczność.
W II poł. XX w. dokumentacją tego języka zajmował się niemiecki lingwista Hans Kähler, autor dwujęzycznego słownika (1961) i zbioru materiałów tekstowych (1963). W języku indonezyjskim powstały publikacje: Struktur bahasa Simeulue (1981) , Morfologi dan sintaksis bahasa Simeulue (1983), Sistem morfologi verba bahasa Simeulue (1991), Sistem sapaan bahasa Simeulue (2003).